# Famille de Briaerde
La famille de Briaerde (Briarde, Bryaerde, Bryarde) est une ancienne famille noble du Westhoek français ou partie nord de la Flandre française. La lignée prospère du XIVe au XVIIIe siècle, moment où elle s'éteint.

## Histoire
Les Briaerde sont présents à partir du XIVe siècle dans le Westhoek français. Ils y demeurent jusqu'au XVIIIe siècle, époque où ils disparaissent, faute de descendants masculins.
Ils appartiennent à l'ancienne noblesse de la région. Leur nom provient de la terre de Briaerde qui s'étendait sur plusieurs paroisses de la châtellenie de Cassel.
Les Briaerde ne gardent pas longtemps la terre éponyme de leur lignée mais sont retrouvés en tant que seigneurs de plusieurs villages et terres à clocher, telles qu'Oudezeele, Bavinchove, Téteghem, et de domaines importants disséminés dans la Flandre française.
Quelques membres ont rempli des fonctions de premier plan dans le comté de Flandre, puis les Pays-Bas bourguignons, et enfin les Pays-Bas espagnols : vice-amiral de Flandre, président du grand conseil des Pays-Bas à Malines, notables de Furnes, de Bergues-Saint-Winoc.
On retrouve certains d'entre eux impliqués dans les conflits qui vont conduire à l'indépendance des Provinces-Unies, futurs Pays-Bas (guerre de Quatre-Vingts Ans).
Les Briaerde sont également bienfaiteurs de couvents ou abbayes, et jouent un rôle majeur pour deux établissements religieux, le couvent des Capucins de Bourbourg et le couvent des Guillemites de Noordpeene. L'un d'entre eux dirige un chapitre de chanoines.
La famille a pris des alliances dans les meilleures familles des anciens Pays-Bas. Plusieurs membres de la lignée reposent au couvent des dominicains de Gand.
Les armes actuelles de la commune d'Oudezeele sont celles de la famille de Briaerde. L'église conservait autrefois les tombeaux des Briaerde.
Des incertitudes et contradictions entre les auteurs anciens demeurent sur la succession des descendants jusqu'au milieu du XVe siècle.

## Personnalités

### Seigneurs d'Oudezeele
Jusqu'à Simon de Briaerde, le doute demeure sur l'identité des personnages, leur ordre de succession, leurs alliances et descendances.
Les Briaerde possédaient un château sur la commune d'Oudezeele.
Cette branche aînée s'éteint au XVIe siècle.
- Érasme, alias Oudard de Briaerde, seigneur de Briaerde, est le premier nom cité au XIIIe et/ou XIVe siècle en tant que seigneur du lieu. Il est le père de quatre enfants dont :

1. Gauvin, seigneur de Briaerde, d'Oostbriaerde (sur Hondeghem), a eu pour fille Agnès, parfois nommée Béatrix. Elle hérite de ces terres et les amène en mariage à Enguerrand de Cerf, seigneur d'Oudenhove (seigneurie sur Steenvoorde), fils de Philippe et de Catherine de Briaerde, à l'origine inconnue.
2. Wuillaume ou Guillaume Ier et ses frères Rasse, Julien dit Henri, rendent hommage à Robert de Cassel en 1320[6]. Vers 1330, Guillaume fait à la table des pauvres d'Hondeghem une donation considérable pour le repos de son âme, de celle de sa femme Marguerite, de ses ancêtres et de ses enfants[7].

- Simon de Briaerde, succède à son père Julien dit Henri en tant que seigneur d'Oudezeele. Il est marié à Marie de Lannoy. Il est père de plusieurs enfants dont :

1. Henri Ier de Briaerde, né à Cassel, licencié es lois, chanoine de la cathédrale de Tournai. Il devient en 1380 doyen du chapitre (à la tête du chapitre) et le demeure jusqu'à sa mort survenue en 1413. Il est enterré dans la cathédrale, derrière le maître-autel.
2. Gauthier Ier de Briaerde qui suit[8].

- Gauthier Ier de Briaerde, fils de Simon, seigneur d'Oudezeele, est chevalier de Jérusalem (Ordre de Saint-Jean de Jérusalem). Il se rend trois fois en Terre sainte et meurt chez lui au retour de son troisième pèlerinage. Il est retrouvé dans des actes de 1377 et 1400. Il a épousé Isabeau, alias Jeanne, fille unique et héritière de Rigaut ou Renaud, seigneur de Wandonne et de Jeanne, alias Isabeau, de Fiennes[9]. Le couple a eu 3 enfants, dont :

1. Henri II qui suit.
2. Catherine alias Jeanne de Briaerde, épouse vers 1400 Jean de Winnezeele, écuyer, seigneur de Winnezeele, fils de Jean et de Catherine de Dixmude-Beveren, dont postérité; veuve, elle prend pour mari Raymond de Montenghien, chevalier[10].

- Henri II de Briaerde, fils de Gauthier Ier, écuyer, seigneur d'Oudezeele, Swynlande, Wandonne, S'Herbossaert, etc., consolide et étend considérablement ses possessions. Il prend pour femme Isabeau alias Marie de Stavele, dit Hooft. En 1421, il est l'un des chevaliers qui accompagnent le duc de Bourgogne Philippe le Bon, en France pour venger la mort de Jean sans Peur. Avec sa femme Isabeau, il donne une terre sur Oudezeele aux Guillemites (ou Guillemins) de Nieuland (littéralement « nouvelle terre »); ce couvent en Flandre maritime s'est finalement installé à Noordpeene, après un début à Eringhem puis à Oudezeele (Couvent des Guillemites de Noordpeene), donation confirmée par le duc Philippe le Bon le 28 juillet 1458. Il achète en 1433 un fief situé à Sercus destiné à son fils Gauthier, et en 1439, un autre fief de 14 mesures (un peu moins de deux hectares) sur Steenvoorde. Il acquiert Strazeele en 1442 et fait une nouvelle donation aux Guillemins[11]. Henri II a pour enfants :

1. Jean Ier qui suit.
2. Gauthier II de Briaerde qui fonde la lignée des seigneurs de La Coye ci-après.
3. Jacques Ier de Briaerde, échevin du Franc de Bruges. Il épouse Marie Hoornewede, fille de Jean. Il meurt en 1507. Sa femme décède le 28 septembre 1521. Elle est enterrée près de son mari à Oedelem les Bruges. Le couple a eu trois enfants qui n'ont pas eu de postérité[2].
4. Aelips ou Alix de Briaerde, alias Jacqueline, prend pour époux à Oudezeele le 9 juillet 1454 Jacques de Lens, dit de Rebèque (Rebecques ?), écuyer, seigneur d'Allemagne, La Jumelle, Blendecques, mort à Saint-Omer, paroisse Saint-Denis le 7 juillet 1492, fils d'Alleaume, seigneur de Blendecques et de Jacqueline de le Suerne, dont postérité[12].

- Jean Ier de Briaerde, fils d'Henri II, écuyer, augmente ses biens jusqu'en 1470. Après cette date, il se montre mauvais gestionnaire et cède une grande partie de ses possessions. Parmi ses achats, figurent vers 1436 deux seigneuries partagées sur différentes localités de la châtellenie de Cassel (Zuutpeene, Arnèke, Zermezeele, Oudezeele), puis en 1442, une autre terre sur Zermezeele, en 1456, la « ville, terre et seigneurie de Steenvoorde », appelée Stainfort[13]. En 1470, retournement de situation, il vend Steenvoorde avec la franchise du marché à Antoine de Hanneron, prévôt de la cathédrale Saint-Donatien de Bruges, qui en fait don à sa nièce mariée en 1489 à Georges de la Bricque. En 1474, il vend une rente viagère située sur le fief d'Oudezeele et en 1476, il cède la seigneurie de Wandonne, relevée en 1470 et présente dans la famille depuis un siècle. En 1479, il vend une nouvelle seigneurie, achetée en 1436 (Zwynlande) et se sépare contre 400 livres de gros d'un moulin situé à Wormhout[14], au profit des Guillemites de Nieulande, alors établis à Noordpeene. Il a épousé Alix du Bois (en flamand Van Houtte), native d'Ypres, fille de Guillaume, seigneur d'Houtte[15]. Le couple a eu quatre enfants dont :

1. Pierre Ier de Briaerde, seigneur de La Coye à Oudezeele, fait une donation à la table des pauvres dans l'église d'Oudezeele. Il meurt sans héritiers avant 1493.
2. Henri III de Briaerde, marche dans les pas de son père, dilapide une grande partie de son bien avant de mourir sans héritier. Il récupère le fief de La Coye à Oudezeele, d'abord détenu par ses frères Pierre et Jean, morts sans héritiers. Il vend en 1488 aux Guillemins de Noordpeene les chênes et les haies d'un terrain situé à Winnezeele pour 46 livres parisis. En 1490, il cède à Valentin de Zuutpeene le fief de Coornhuys situé à Cassel. Selon une source, un Henri de Briaerde cède la seigneurie d'Oudezeele aux Guillemins de Noordpeene[3]; il s'agit sans doute de ce Henri de Briaerde[16].

### Seigneurs de La Coye à Hardifort et de Bavinchove
Cette branche s'achève au XVIIe siècle faute de descendants masculins.
- Gauthier II de Briaerde, fils d'Henri II, est seigneur de La Coye sur la paroisse d'Hardifort. Il vend en 1472 l'ammanie de Steenvoorde à Antoine d'Hanneron (déjà acheteur de biens sur Steenvoorde détenus par Jean Ier de Briaerde, frère de Gautier II). Il épouse Isabeau de Saint-Omer (maison de Saint-Omer), fille de Gérard de Saint-Omer. Elle avait pris le nom d'Isabeau de Zuutpeene[17]. Puis, il se marie avec N. Créquy. Du premier lit sont nés deux enfants dont André ou Andrieu qui suit[18]:
- André Ier ou Andrieu de Briaerde, fils de Gauthier II, écuyer, se construit un fort patrimoine. Il reprend en 1484 la terre de La Coye, puis vers 1490, il achète la vicomté de Rubrouck à Elias van Torre[19]. En 1502, il acquiert un fief à Moulle, venant de son beau-père Lambert d'Éperlecques, et consistant en « rentes, terre et une paire de cygnes flotans en la garenne ». Vers 1505, Jean de La Brique, charge à son profit la terre de Steenvoorde de 6 livres de gros de rente. Le 9 novembre 1507, André Ier achète la seigneurie de Beauvoorde à Gui Mauchevalier, seigneur de Bavincourt[13]. En 1517, André Ier de Briaerde fait plusieurs fondations pieuses dans l'église d'Hardifort. En 1527, « noble homme » Jean de Renty, seigneur d'Embey, charge un fief sis à Quienville (sur Hondeghem) de 20 livres de gros de rente par an, à son profit. André Ier de Briaerde s'est marié deux fois : il épouse Isabeau de Cant, puis il prend pour femme Marie d'Éperlecques, veuve de Wulfard de Pontcastel, fille de Lambert et de Jeanne de la Motte. Marie meurt en 1512 et est enterrée à Dunkerque[18]. André Ier de Bryaerde a eu de nombreux enfants dont :

1. Charles Ier de Briaerde, né du premier lit, qui suit[20].
2. Louis de Briaerde, né du second lit, auteur du rameau de Beauvoorde ci-après.
3. Antoine Ier de Briaerde (?-1553), bourgmestre de Dunkerque, vice-amiral de Flandre.
4. Lambert de Briaerde (vers 1490-1557) fait chevalier par Charles Quint, jurisconsulte, président du Grand conseil des Pays-Bas à Malines. Il a trois enfants dont Nicolas retrouvé à Bergues Saint-Winoc ci-dessous. Lambert de Briaerde a également eu une fille Liévine, née le 11 juillet 1528. Elle prend pour mari le 29 août 1545 ou 1549 Gilbert de Bronchorst, chevalier, seigneur de Schooten. Il meurt à Malines en 1575 et elle décède dans la même ville le 2 avril 1577. Elle est inhumée dans l'église Saint-Jean comme son père[21].

- Charles Ier de Briaerde (?-1557), écuyer, fils d'André Ier, reçoit la seigneurie de La Coye en avancement d'hoirie (d'héritage) et en fait le relief (paye les droits pour posséder le bien) vers 1516. Il relève en 1528 un fief dont il hérite de son père. Le 31 juillet 1538, par lettres passées devant le bailli de la cour de Cassel, Nicolas van den Helle, oncle de sa femme, lui donne la seigneurie de Bavinchove. Charles est nommé grand bailli de la ville et châtellenie de Cassel. Il meurt le 4 juin ou juillet 1557. Il a épousé Jossine de Bailleul-Doulieu, fille de Robert, seigneur d'Eecke et de Jossine van den Helle. Il prend ensuite pour femme Jacqueline de la Kéthule, veuve du seigneur de Walloncapelle (Wallon-Cappel). Il a plusieurs enfants du premier mariage dont Antoine de Briaerde qui suit [21]'[22].
- Antoine II de Briaerde, écuyer, fils de Charles Ier, est seigneur de Bavinchove, La Coye après son frère André ou Andrieu mort en 1567, Plancques près de Dunkerque, héritée de la famille Van den Helle, via sa mère Jossine de Bailleul, et autres seigneuries. Il reçoit la seigneurie de Bavinchove de son père en 1549. Il meurt le 5 mai 1572 et est inhumé dans l'église de Bavinchove. Il a épousé Marie de Saint-Omer-Walloncapelle, fille de Nicolas seigneur de Walloncapelle et de Jacqueline de la Kéthulle, qui fut la seconde épouse de son père Charles. Le couple a eu trois enfants dont Charles qui suit[22].
- Charles II de Briaerde, fils d'Antoine II, est seigneur de La Coye, de Bavinchove, s'Herbossaert, Plancques, etc., après son père[23]. Il est fait chevalier en 1601 et meurt en 1622. Il épouse à Ypres le 22 mai 1576 Adrienne de la Douve, dame de la Douve et de Vlamincxpoorte, née en 1555, âgée de 19 ans. Elle meurt en 1636 à 81 ans. Elle est fille de Baudouin, seigneur desdits lieux et d'Anne de Claerhout. Du chef de sa mère, Adrienne hérite le 3 juin 1620 plusieurs terres venues d'un parent Charles de Claerhout : Hardoye, Vleninckhove, Vroyland, etc.. En souvenir de cet héritage, elle fait placer une inscription de reconnaissance auprès du maître autel et de la tombe de Charles de Claerhout inhumé dans l'église Saint-Martin de Boeschepe, dans la châtellenie de Bailleul. Charles II de Briaerde et son épouse font plusieurs fondations dans l'église de Bavinchove. Ils possèdent des biens dans la châtellenie de Bourbourg et en 1621 ils donnent une propriété qu'ils détiennent à Bourbourg afin que puisse y être installé le couvent des Capucins de Bourbourg, qu'ils vont continuer de doter par la suite[24]. Le couple a eu plusieurs enfants, dont :

1. André II ou Andrieu de Briaerde, seigneur de La Coye, meurt en Bohême avant son père en 1619, après avoir combattu en Italie[25].
2. Catherine de Briaerde, dame de La Coye, Bavinchove, Plancques près de Dunkerque, épouse Denys de Massiet, chevalier, baron de Ravensberghe, seigneur de Staple et de Buysscheure dans la châtellenie de Cassel, bourgmestre du Franc de Bruges en 1600, fils de Baudouin et de Louise de Cerf. Elle est sa seconde épouse. Le couple fait en 1618 plusieurs legs pieux dans l'église de Staple. Ils étaient représentés en pied sur une verrière dans le chœur de l'église de Staple[26].
3. Léonor de Briaerde épouse en 1598 ou 1601 Jean de Gros, seigneur de Nieuland, Oyeghem, Schoppeghem, maréchal héréditaire de Flandre, né le 16 février 1574 et mort le 10 avril 1625, enterré dans l'église Saint-Jacques de Bruges. Son père Jean avait été créé chevalier par l'archiduc Albert d'Autriche le 1er mars 1610. Sa mère était Jacqueline de Bernemicourt.
4. Marie de Briaerde épouse en 1621 Antoine de Lens, seigneur de Bilques. Il meurt le 23 septembre 1640, elle décède le 25 juin 1656. Ils sont enterrés dans l'église Saint-Denis de Saint-Omer. Il était fils de Gérard, seigneur de Hautegrève, Bilques, mayeur de Saint-Omer, et d'Adrienne de Villegas. Marie de Briaerde et Antoine de Lens ont eu une fille Marie Adrienne de Lens, dame de Bilques qui épouse Georges de Thiennes, baron de Brouck, mestre de camp d'un régiment d'infanterie wallonne, gouverneur d'Aire-sur-la-Lys, créé marquis de Berthen en 1662[26].

Sans descendants mâles, cette branche s'éteint.

### Châtellenie de Bergues-Saint-Winoc
Bergues-Saint-Winoc est le nom porté par la ville de Bergues jusqu'à la Révolution française. Il n'y a pas eu une branche spécifique des Briaerde implantée à Bergues, simplement quelques personnalités isolées qui s'y sont illustrées.
- Pierre II de Biaerde, fils d'Aliamus de Briaerde et de Jeanne van den Coornhuyse, petit-fils d'André Ier de Briaerde, seigneur de La Coye, et de Marie d'Éperlecques, est échevin de la ville et châtellenie de Bergues-Saint-Winoc en 1552 et 1556. Il prend pour femme Anne de Warhem, fille de Jacques et de Cornélie de Vos. Le couple a eu au moins un fils Jacques, retrouvé ci-dessous[23]. Pierre II de Briaerde aurait été enterré sous un marbre à Looberghe[27].
- Nicolas de Briaerde, fils de Lambert de Briaerde, nait du premier mariage de son père. Il relève la seigneurie de Liezele détenue par son père après la mort celui-ci le 31 décembre 1557[28]. Il est grand bailli des ville et châtellenie de Bergues de 1557 à 1559. Toutefois, Nicolas refuse de s'astreindre à l'obligation de résidence et ne peut conserver le poste. Entre 1567 et 1575, il est plusieurs fois bourgmestre du Franc de Bruges. On le retrouve en 1575 échevin du quartier nord de la ville. Pendant les troubles qui vont mener à la révolte des Pays-Bas contre l'Espagne (guerre de Quatre-Vingts Ans), il se réfugie à Courtrai où il meurt en 1580 ou1581. Il a pris pour femme en 1557 Adrienne de Duernaghele, fille de Jean, seigneur de Vroyland et de Zeghershove, et de Marie Taeyspil. Le couple a eu huit enfants : six morts en bas âge et deux filles[29].
- Jacques II de Briaerde, fils de Pierre II de Briaerde ci-dessus, relève en 1556 un fief de cinq mesures (environ deux hectares) qui lui vient de sa mère Anne de Warhem. En 1571, il acquiert la terre des Sept moulins à Haverskerque. Il prend pour femme Jacqueline Van Oye, fille de Jacques, seigneur de Rouchefay, portmeester (gardien des portes) des ville et châtellenie de Bergues[30]. Il n'a pas eu d'enfants. Échevin de Berghambast (subdivision de Bergues) de 1558 à 1561, il est nommé vers 1562 greffier criminel (conseiller juridique) des juridictions de la châtellenie de Bergues. Contrairement à la ville, la châtellenie était opposée à la réunion de la ville et de la châtellenie sous une même administration. Les deux parties envoyèrent des représentants auprès des autorités espagnoles à Anvers pour plaider leur cause. Jacques de Briaerde a été un des deux représentants de la châtellenie (Philippe II va finalement prendre un décret officialisant la réunion des deux entités)[30]. De 1572 à 1575, Jacques II est bourgmestre ou premier échevin de Berghambast. Au moment des troubles religieux du XVIe siècle (Révolte des Gueux), il épouse la cause des Pays-bas révoltés contre l'Espagne (Guerre de Quatre-Vingts Ans). Le 12 juillet 1578, les États généraux des Pays-Bas le nomment grand bailli de la ville et châtellenie à la place de Louis de Brusset destitué. Il le reste jusqu'en 1583 année où Bergues rentre sous la domination de l'Espagne. Jacques II de Briaerde cesse ses fonctions. Il est un des otages envoyé à Valentin de Pardieu, seigneur de La Motte, qui avait dressé son camp à Quaëdypre. Il vit encore encore en 1589, année où avec son épouse, il vend un bien situé à West-Cappel à un dénommé Chrétien de Mons écuyer, auquel il est a priori apparenté (l'épouse des deux hommes porte le même nom de famille)[31].

### Seigneurs de Beauvoorde, notables de Furnes
La branche s'éteint en 1741, et avec elle le dernier héritier masculin de la famille.
Beauvoorde est une seigneurie située sur Watou, dans le Veurne-Ambacht (vicomté de Furnes), ayant pour principal foncier une forêt de 152 mesures (environ 70 hectares). Elle disposait de toute la justice seigneuriale. Détenue du comte d'Houtkercke (Houtkerque ?), elle pouvait tenir cour ou tribunal, disposait d'un bailli, d'hommes de fief, d'échevins. Les Briaerde vont habiter un manoir appelé du fait de leur possession château de Beauvoorde, situé sur Wulveringem, habitation encore existante en 1881.
Les Briaerde, seigneurs de Beauvoorde, remplissent de hautes fonctions à Furnes.
Une source évoque un Matthieu de Briaerde, seigneur de Beauvoorde, mort à Watou où il résidait en 1489. Ce Matthieu aurait perdu la raison à la suite d'une chevauchée malheureuse où il a mortellement blessé le fils du seigneur de Vormezele. Par la suite, sa vie désordonnée aurait inspiré un chant satirique à un auteur de Watou. Le texte ne précise pas comment ce Matthieu vient s'insérer dans la lignée des Briaerde.
- Louis de Briaerde, écuyer, seigneur de Beauvoorde est le fils d'André Ier de Briaerde, seigneur de La Coye, et de Marie d'Éperlecques, sa seconde femme. Il est celui qui a informé l'amiral de Flandre Maximilien II de Bourgogne de la mort du vice-amiral, son frère Antoine de Briaerde en 1553. Celui-ci avait quelques mois avant sa mort accru le domaine de Beauvoorde par l'achat d'un bois nommé Houtabeel[13]. Louis de Briaerde meurt en mars 1559. Il a épousé d'abord Barbe de Bourgogne, fille du seigneur de Beveren[34], puis Antoinette Ryeel et enfin Isabeau du Pont, ou en flamand van der Brigge. Morte le 5 mai 1570, elle est enterrée avec son mari à Steenvoorde[35]. Plusieurs enfants sont nés de ces unions dont :

1. Adolphe de Briaerde, fils de Louis de Briaerde et de Barbe de Bourgogne est seigneur de Beauvoorde. Son père lui laisse la seigneurie en avancement d'hoirie, mais cette décision est contestée et le 23 juin 1564 Adolphe cède le bien à son demi-frère Jacques[13]. Il prend le parti des futurs Pays-Bas lors de leur révolte contre le roi d'Espagne Philippe II. Lorsque les révoltés dominent la ville de Dunkerque en 1580. Adolphe est bourgmestre de la ville. Lorsque la ville se soumet à Philippe II, Adolphe de Briaerde est exclu de l'amnistie accordée par le roi[35].
2. Marie, alias Marguerite de Briaerde, nait le 17 juin 1525 et meurt après 1561. Elle est la deuxième femme de Charles Van Cappel, écuyer[36]. Un lointain descendant des Van Cappel, Hubert Ignace Félix van Cappel (1741-1818), sera au XVIIIe siècle, seigneur de Briaerde (Liste des seigneurs de Capple).
3. Antoine III de Briaerde, qui suit[37].

- Antoine III de Briaerde est fils de Louis de Briaerde et d'Isabeau du Pont. Écuyer, il reprend la seigneurie de Beauvoorde après son frère Jacques, mort célibataire en 1570. Il fait partie du conseil d'amirauté de Falndre lorsqu'une amirauté est créée à Dunkerque en 1579-1580[38]. Il se marie en 1573 avec Marguerite de Bampoele, fille de Pierre et de Marguerite Mudts. Le couple a deux enfants :

1. Jacques III de Briaerde qui suit.
2. Marguerite de Briaerde prend pour époux Antoine Van Rye, seigneur de Lokeren (seigneurie de Locre sur Looberghe), fils d'Antoine et d'Adrienne de Bardemekere. Cette dernière n'était autre que la première épouse d'Antoine de Briaerde mort en 1553 et grand-oncle de Marguerite[39]. Marguerite et Antoine Van Rye vont avoir une fille Marguerite de Rye, épouse vers 1616 de François du Wez, dit de Guisnes, chevalier, seigneur du Wez (sur Saint-Pierre-Brouck), bourgmestre de la ville de Bourbourg[40].

- Jacques III de Briaerde, fils d'Antoine III de Briaerde, est seigneur de Beauvoorde, Téteghem, Zwynlande[41] etc. Il devient grand bailli des ville et châtellenie de Furnes. Il fait reconstruire en 1617 le château de Beauvoorde à Wulveringem. Il obtient le 29 septembre 1618 des lettres patentes de chevalerie « comme issu de père et mère et plusieurs de ses ancêtres, de temps immémorial, nobles qui ont toujours rendu service à leurs princes ». Les héritiers de Jacques III de Briaerde ont gardé Téteghem au moins jusqu'en 1751[42]. Antoine Sandérus a dédié à ce Jacques de Briaerde sa description de la ville et du territoire de Furnes. Il meurt à Furnes le 22 janvier 1652[43]. Il épouse Marie Alexandrine de Hertoghe, fille de Charles, chevalier, seigneur de Moesbroeck, intendant du duc de Parme Alexandre Farnèse, également grand bailli de Furnes et de Jeanne de Crocq. Elle meurt à Furnes le 27 avril 1655[44]. Ils ont plusieurs enfants dont [39] :

1. Pierre III de Briaerde qui suit.
2. Charles III de Briaerde est grand bailli de Furnes après son père. Il prend pour femme Philipotte Dorothée de Massiet, morte en 1712[45], fille de Pierre, seigneur de la Bussche, Zuutpeene, Bas-Warneton et de Dorothée de Vicq. Il a un fils Pierre de Briaerde III, seigneur de Halewyn. Charles III de Briaerde meurt à Furnes en 1662[32]'[46].
3. Anne de Briaerde épouse Georges François de Cerf, seigneur de Leystraete, fils de Philippe, seigneur de Leystraete, Hondschoote, etc., bourgmestre de Furnes, créé chevalier par lettres du 18 mars 1634, et de Cornélie de Heurlebout (même nom de famille que l'époux de sa sœur Marie de Briaerde)[47].

- Pierre IV de Briaerde, fils de Jacques III de Briaerde, est seigneur de Beauvoorde, etc., et bourgmestre de Furnes. Il se marie d'abord avec Jeanne Marguerite Canis, dit d'Hondt. Il prend ensuite alliance avec Françoise Germaine van der Zype, fille de Roland. Elle est veuve lorsqu'elle fait enregistrer ses armes et celles de son mari à l'armorial de Flandre. Un fils Philippe est né du second lit[47].
- Philippe de Briaerde, fils de Pierre IV de Briaerde, est seigneur de Beauvoorde, Halewyn, Zwynlande, Broeck, Tétegehem, etc. Il meurt le 26 août 1735. Il a épousé Marie Françoise de Guernonval d'Esquelbecq, fille d'Alexandre et de Marie Jossine Baert. Elle meurt le 15 mars 1751 après s'être remariée en 1735 à Charles Maximilien de Viron. Elle est enterrée avec son premier mari au couvent des dominicains de Gand[48]. Le couple a eu deux enfants dont Albert Xavier de Briaerde qui suit
- Albert Xavier de Briaerde, fils de Philippe de Briaerde, est seigneur de Beauvoorde, etc. Il est le dernier héritier mâle de la maison. Il meurt célibataire, sans descendants, le 4 octobre 1741[48].

Le domaine de Beauvoorde fait partie en 1860 des biens de Joseph Kervyn de Lettenhove, lequel a également recueilli une partie des archives des Briaerde.

## Non reliés
En dehors des membres de la famille de Briaerde, plusieurs personnages portant ce nom n'ont pas de liens établis avec la famille. Alexandre Bonvarlet les signale au fur et à mesure de l'avancée de son étude.

## Armes
Armes : « D'argent, à trois cors de chasse de sable, liés de gueules, virolés d'or, les embouchures à senestre ».
Cimier : « Un cerf issant au naturel, le massacre d'or ».